# XRAIN
XRAIN（エックスレイン／eXtended RAdar Information Network：高性能レーダ雨量計ネットワーク）は、国土交通省が運用する、高性能気象レーダを用いたリアルタイム雨量観測システムである。

## 概要
雨量（降水量）を観測する方法には地上に設置された雨量計によって計測する方法の他に、気象レーダを用いて雨雲に電波を発射し、その反射波を観測することで推定雨量を計算する方法がある。レーダによる雨量観測の利点は地上雨量計のような「点」での観測ではなく、広域的な「面」で雨量を観測することができるということである。XRAINはこの雨量観測に特化した気象レーダ（レーダ雨量計）に対しマルチパラメータレーダ（MPレーダ）と呼ばれる高性能レーダを用いることで、日本の国土のほぼ全域において高分解能（250m間隔での雨量観測）、多頻度（1分単位での観測）、リアルタイム性の高い（ほぼ同時刻の）雨量情報を提供し、豪雨時の避難活動、防災活動に役立てることを目的とした雨量観測システムである。XRAINの観測データはインターネット上でも公開されており、民間企業なども含めた様々な分野で活用されている。
古くは2000年（平成12年）より、防災科学技術研究所（防災科研）においてXバンド帯を使用する「XバンドMPレーダ」の研究が進められていた。その後2008年（平成20年）に日本の都市部において短時間・局地的な集中豪雨による甚大な被害（神戸市での都賀川水難事故や金沢市の浅野川氾濫災害、東京都豊島区雑司ヶ谷でのマンホールにおける作業員死亡事故など）が多発し、多くの人命や財産が失われることになった。この2008年夏の局地的荒天続発において、雑司ヶ谷マンホール事故の際の豪雨を従来の気象レーダは観測できなかったが、防災科研が神奈川県海老名市に設置していた研究用のXバンドMPレーダ（海老名レーダ）がこれを正確に捉えていたことからゲリラ豪雨への有効性が確認され、国土交通省河川局（当時）が主体となって三大都市圏等（関東、北陸、中部、近畿）を中心にXバンドMPレーダの整備を行うことが決定した。そして2009年（平成21年）より整備が始まり、2010年（平成22年）7月より一般向けデータ提供を開始し、その後順次レーダの増設によってデータ提供範囲を拡大して現在に至っている。
当初は「XバンドMPレーダ雨量情報」や「XバンドMPレーダネットワーク」などと呼ばれていたが、2012年（平成24年）7月より「XRAIN」（X-band polarimetric (multi parameter) RAdar Information Network：XバンドMPレーダネットワーク）の名称（愛称）が新たに付与された。しかし2016年（平成28年）7月1日より、従来の雨量観測に用いていたCバンド帯を利用する気象レーダ（Cバンドレーダ）がマルチパラメータ化（高性能化）されてXバンドMPレーダの観測ネットワークと組み合わされることになったため、「XRAIN」の正式名称が現在の「eXtended RAdar Information Network（高性能レーダ雨量計ネットワーク）」に変更された。

### マルチパラメータレーダについて
日本においては「二重偏波ドップラーレーダ」を「マルチパラメータレーダ」と呼ぶことが多い。マルチパラメトリックレーダとも呼ばれ、2種類の電波（水平・垂直偏波）を送受信することでより多くの情報を取得し、高精度な観測を可能としている。また、地上雨量計による補正を行わずに、比偏波間位相差・水平偏波の反射因子・垂直偏波の反射因子・反射因子差・偏波間相関といった様々な様々な偏波パラメータから降水に関する詳細な情報を測るレーダである。
ただし、マルチパラメータレーダはハードウェアとしての二重偏波ドップラーレーダと、ソフトウェアとしての雨量算定アルゴリズムの両者が備わることによって初めて実現される。そのため単純に二重偏波ドップラーレーダを整備したのみではXRAINとしての観測精度を実現することはできない。例えばCバンドレーダが機器更新の際に二重偏波化されたのは2009年であるが（後述）、実際にXRAINとしての観測能力を発揮できるようになるには、国土技術政策総合研究所によってCバンドレーダに適した雨量算定アルゴリズム（およびXバンドMPレーダ・CバンドMPレーダの雨量情報の合成技術）が開発される2016年まで待つ必要があった。

#### XバンドMPレーダ

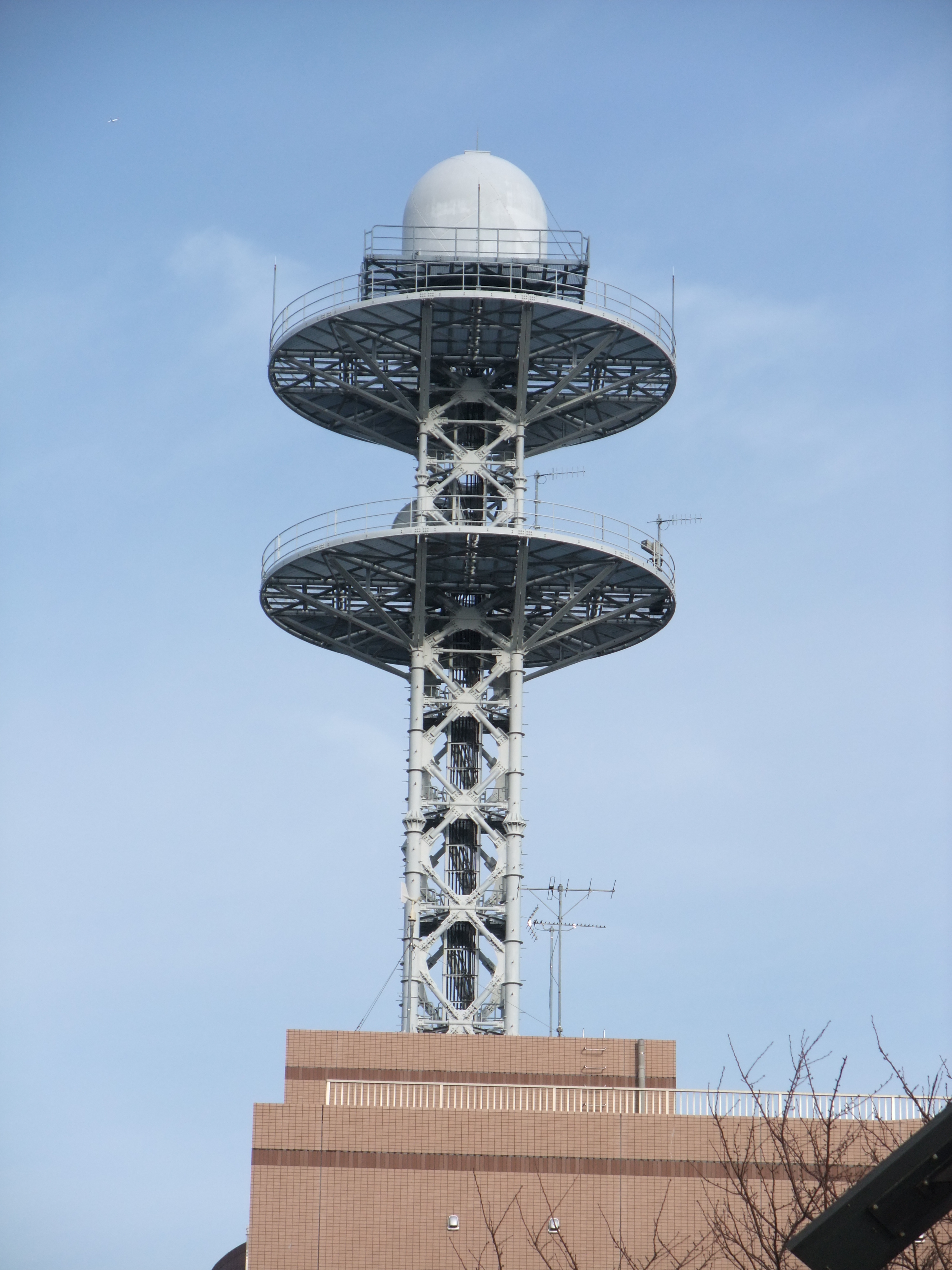
XバンドMPレーダー 新横浜局（国土交通省京浜河川事務所 鶴見川流域センター）

現業用（学術研究用ではない一般的な気象観測業務用）のマルチパラメータレーダとしては、Xバンド帯を利用するXバンドMPレーダがまず実用化されている。XバンドMPレーダ従来の降雨観測に用いられていたCバンドレーダと比較して、下記の高性能化を実現している。
|                          | XバンドMPレーダ | Cバンドレーダ |
| ------------------------ | --------------- | ------------- |
| メッシュサイズ           | 250m            | 1km           |
| 観測間隔                 | 1分             | 5分           |
| 観測から配信に要する時間 | 1〜2分          | 5〜10分       |

従来のCバンドレーダよりも配信間隔を約5分の1にまで短縮できた要因は、観測基地局より同時に発射された水平偏波と垂直偏波との位相差から雨滴の大きさを計測し雨量を算定するKDP（偏波間位相差変化率）法の採用によって、地上雨量計による補正（キャリブレーション）を行わずにレーダ解析による雨量情報をそのまま配信できるほど観測精度が高まったからである。従来のCバンドレーダはZ（レーダ反射因子）-R（地上雨量計）法と呼ばれる方式を用いており、各地に設置された雨量計からの観測情報による補正を必要としたことから、短間隔での配信が困難であった。
また、レーダに用いられるマイクロ波は直進性が強く、一方、地表面（地球）は球体であることから、観測半径が45km程度を超えると高度1km以下の降雨の観測ができなくなってしまうが、都市部を中心に観測半径60kmのXバンドMPレーダが（観測半径が重複するほど）高密度で設置されたことによって、数百km間隔で設置されている従来のCバンドレーダでは観測しきれなかった大気境界層における降雨の観測精度を高めることにもつながった。
XバンドMPレーダはリアルタイム雨量情報のサービスレベルを大いに向上させたが、それと同じ9GHz帯を利用する気象レーダとして、情報通信研究機構（NICT）、東芝、大阪大学、名古屋大学を中心にフェーズドアレイ気象レーダ（Phased Array Weather Radar:PAWR）の開発が現在進められている。当初のフェーズドアレイ気象レーダは単偏波による観測であったが、二重偏波を用いてマルチパラメータ化された「マルチパラメータフェーズドアレイ気象レーダ（MP-PAWR）」が開発され、埼玉大学に試験設置されることとなった。フェーズドアレイ気象レーダは最大60kmの観測半径を観測時間10〜30秒程度で隙間なく観測可能という、XバンドMPレーダを凌駕する性能を有しており、実用化されればXバンドMPレーダも将来的にはMP-PAWRによって置き換えられていくことも十分考えられる。

#### CバンドMPレーダ
XバンドMPレーダはその性能によってレーダ雨量観測の精度・リアルタイム性を飛躍的に向上させたが、いくつかの欠点も存在している。観測範囲が約半径60km程度と従来のCバンドレーダよりも狭いこと（例えば2017年3月のサービス終了まで、長野県はXバンドMPレーダの地域選択画面地図の上ではカバーされているかのように表示されていたが、実際には周辺地域のレーダが届かない空白域であった）や、Cバンドレーダよりも強雨の影響を受けやすく、電波減衰によって強雨域の背後側の観測ができなくなり欠測になることなどである。これらは観測基地局数を増やすことでカバーできるが、レーダの増設にはコストがかかるため、人口密度の低い地域への大幅な増設は財政面で困難を伴う。また、逆に首都圏など人口密集地の場合は電波利用が集中しており、他の研究用・現業用Xバンド帯無線局との電波干渉が起こる危険性も高くなるため、技術的に乗り越えなければならない課題が多くなる。
そのため既存のCバンドレーダをマルチパラメータ化することによって、XバンドMPレーダの欠点を補完する（半径120km程度の観測半径を確保し、強雨の際の電波減衰による欠測を軽減する）ことが考えられた。国土交通省が管理するCバンドレーダは全国で26局存在するが、そのうち九州の釈迦岳に設置されていたCバンドレーダが2009年の更新の際に初めてマルチパラメータ化（MP化）され、その後下記の計9局のMP化によってCバンドMPレーダ観測網が構築されてXバンドMPレーダの雨量観測を補完するようになった（2016年（平成28年）3月末時点：順不同）。
- 国見山局、釈迦岳局、羅漢山局、大和山局、深山局、城ヶ森山局、聖高原局、高鈴山局、白鷹山局

CバンドMPレーダの性能（最小観測面積・観測間隔・配信所要時間）はXバンドMPレーダと同一である。ただし、Cバンド帯は電波の波長がXバンド帯（25〜37mm）よりも長い（37〜75mm）ため、原理上捕捉可能な物体の最小サイズも大きくなってしまうことから、小雨や霧雨といった弱雨観測の感度についてはXバンドMPレーダよりも劣る。
国土交通省（旧建設省）によるCバンドレーダ雨量計は、1976年（昭和51年）に赤城山に設置されたものが最初であり、40年以上の歴史を有する。そのため設置（更新）時期の古い多くの観測局では送信装置にマグネトロン（真空管）が使用されている。マグネトロンは一般的に寿命が短く予防交換が必要であること、不必要な電磁波の送信を規制する2005年（平成17年）施行の電波法関連法令に適合していないケースがあることなどの課題があり、国土交通省のCバンドレーダは今後クライストロンや固体素子を用いた最新のマルチパラメータレーダに順次更新されていくものと推測される。

## 歴史
2010年（平成22年）7月1日（計11局）
関東地域（関東局（さいたま市）・新横浜局）、中部地域（安城局・尾西局・鈴鹿局）、近畿地域（六甲局・田口局・葛城局・鷲峰山局）、富山・石川地域（水橋局・能美局）において観測を開始する。
2011年（平成23年）7月1日（12局増設：計23局）
栗駒山周辺地域（一関局・一迫局）（岩手・宮城内陸地震に伴う河道閉塞の監視のため）、新潟地域（京ヶ瀬局）、岡山地域（熊山局・常山局）、広島地域（牛尾山局・野貝原局）、九州北部地域（風師山局・古月山局・菅岳局・九千部局）、桜島周辺地域（桜島局）（火山活動が活発な桜島上空の監視のため）において観測を開始する。
2011年（平成23年）9月9日（3局増設：計26局）
静岡地域（香貫山局（沼津市）・静岡北局・富士宮局）において観測を開始し、関東地域とのレーダの合成により観測能力を向上させる。
2012年（平成24年）7月12日（1局増設：計27局）
新潟地域（中ノ口局）において観測を開始し、従来の京ヶ瀬局1局体制から観測範囲を拡する。
2013年（平成25年）9月5日（8局増設：計35局）
札幌周辺地域（北広島局）、岩手・宮城地域（涌谷局・岩沼局）、福島地域（伊達局・田村局）、関東地域（氏家局・八斗島（やったじま）局・船橋局）の観測を開始し、東北地方は2011年は栗駒山周辺地域だけであったものが岩手県、宮城県、山形県、福島県へと観測範囲が拡大し、関東地域は北関東にも観測範囲が拡大する。
2014年（平成26年）7月7日（2局増設：計37局）
熊本地域（山鹿局・宇城局）において観測を開始、熊本県の全域および長崎県、大分県、宮崎県の一部地域が観測範囲となる。
2014年（平成26年）9月11日（1局増設：計38局）
札幌周辺地域（石狩局）において観測を開始し、従来の北広島局1局体制から観測範囲を拡大する。
2015年（平成27年）6月22日（1局増設：計39局）
静岡地域（浜松局）において観測を開始し、従来の香貫山局・静岡北局・富士宮局の3局体制から観測範囲を拡大する。
2015年（平成27年）12月14日（1局廃止：計38局）
一迫局（栗駒山周辺地域）が観測所の廃止に伴い運用を終了する。
2016年（平成28年）7月1日（XバンドMPレーダ：計38局・CバンドMPレーダ：9局（推定））
CバンドMPレーダの併用観測を開始し、青森県、岩手県、秋田県、山形県、新潟県、富山県、石川県、福井県、山梨県、長野県、岐阜県、三重県、京都府、兵庫県、和歌山県、鳥取県、島根県、徳島県、愛媛県、高知県、長崎県、大分県、宮崎県、鹿児島県の24府県において一挙に配信エリアが拡大する。
2017年（平成29年）2月13日（XバンドMPレーダ — 1局廃止：計37局）
一関局（栗駒山周辺地域）が観測所の廃止に伴い運用を終了し、2011年から観測を続けてきた栗駒山周辺地域のXバンドMPレーダが2局とも閉局となる。
2017年（平成29年）3月28日
CバンドMPレーダの運用が試験運用から正式運用へと切り替わり、XRAIN拡大試行版が「XRAIN GIS版」としてリニューアルされる。また同時に、スマートフォン向けサイトの運用も開始される。これらのリニューアルに伴い、XバンドMPレーダ単独による雨量情報の提供が終了する。
2017年（平成29年）8月15日（XバンドMPレーダ — 1局増設：計38局・CバンドMPレーダ — 5局増設：計14局）
沖縄本島の八重岳Cバンドレーダ雨量計と、北海道に4基存在する国土交通省のレーダ雨量計のうち乙部岳Cバンドレーダ雨量計がマルチパラメータ化され、沖縄県と北海道道南・道央地域に観測範囲が広がる。また、既存の観測地域についても、四国地方の高城山Cバンドレーダ雨量計、中部地方の蛇峠Cバンドレーダ雨量計、関東地方の三ツ峠Cバンドレーダ雨量計がマルチパラメータ化され観測精度の向上が図られている。さらに岩手県盛岡市の北上川ダム統合管理事務所敷地内に設置されたXバンドMPレーダの盛岡局も観測を開始し、岩手県域における観測精度がより向上した。当初は8月11日に稼働する予定であったが、8月14日にシステムの変更作業が行われ、予定より4日遅れとなる8月15日から正式に運用を開始した。
2018年（平成30年）7月12日（XバンドMPレーダ — 1局増設：計39局・CバンドMPレーダ — 2局増設：計16局）
九州地方（長崎県）の八本木山Cバンドレーダ雨量計と四国地方（愛媛県）の明神山Cバンドレーダ雨量計がマルチパラメータ化され、さらに東北地方においては秋田県にXバンドMPレーダの鷹巣局が能代河川国道事務所の鷹巣出張所に設置されて観測精度の向上が図られた。当初の予定では7月9日から運用を開始する予定であったが、台風とそれに続く大雨（平成30年7月豪雨）の影響を受けて延期され、7月12日に実施された。
2020年（令和2年）10月27日（XバンドMPレーダ：計39局・CバンドMPレーダ — 1局増設：計17局）
北海道の函岳Cバンドレーダ雨量計がマルチパラメータ化され、北海道道北・（北方領土を除く）道東地域に観測範囲が拡大される。これにより、北方領土や遠隔地の離島を除くほぼ全国がXRAINの観測範囲となった。
2021年（令和3年）3月23日
国土交通省が提供する「川の防災情報」ウェブサイトのリニューアルに伴い、XRAIN観測データの閲覧機能が「XRAIN GIS版」から「川の防災情報」に統合される。これにより、表示に使用する地図データが地理院地図（電子国土Web）の淡色地図に変更されるとともに、履歴動画再生時の画面スクロールや拡大縮小が出来なくなるなど一部機能に変更が行われた。

## 活用例
XRAINで得られた情報は、東海道新幹線の新幹線総合指令所に提供されている。東海道新幹線では駅や駅間の保線所などに雨量計を設置しているが、より広域な降雨状況や雨雲の動きの予測など、雨量計では得られない情報を運行に活用している。

## 類似システムとの比較

### 高解像度降水ナウキャスト

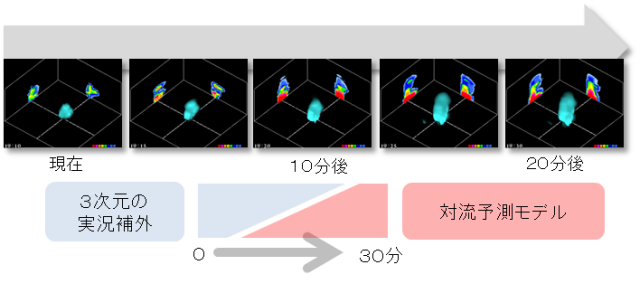
高解像度降水ナウキャストの予測手法

一般に「雨雲レーダー」とも称される、レーダ解析によるリアルタイム雨量情報をインターネット上で公開するシステム（公的機関が提供するもの）としては、XRAINの他に気象庁の高解像度降水ナウキャストが挙げられる。この両者を比較すると下記のような相違が存在する（2017年（平成29年）8月現在）。大まかに言えば、今現在のリアルタイムの降雨状態の確認にはXRAINが、今後の降雨状態がどうなるかの予測には高解像度降水ナウキャストが適しているといえる。2016年（平成28年）12月21日11時より高解像度降水ナウキャストには、雷監視システムによる落雷情報も表示されるようになった。また、複数のシステムが存在することによって、いずれかのシステムがメンテナンスやトラブルなどによって停止したとしても、防災活動と密接に関わるリアルタイム雨量情報を常に提供できる冗長化の役割も果たしている。
リアルタイム雨量情報を用いたシステムを開発する場合、XRAINよりも高解像度降水ナウキャストの雨量情報を用いた方がシステムの簡素化が可能だといわれるが、オンライン配信の負担金が必要となる。
|                    | XRAIN                                               | 高解像度降水ナウキャスト |
| ------------------ | --------------------------------------------------- | --- |
| 主管省庁           | 国土交通省                                          | 気象庁 |
| データ提供範囲     | 北方領土および遠隔地の離島を除いた全国              | 全国 |
| 解析に用いるデータ | 国土交通省XバンドMPレーダ 国土交通省CバンドMPレーダ | 気象庁Cバンドドップラーレーダ 気象庁・国土交通省・自治体設置雨量計 アメダス ウィンドプロファイラ ラジオゾンデ 国土交通省XバンドMPレーダ GPS可降水量 雷監視システム（LIDEN） |
| メッシュサイズ     | 250m                                                | 250m（陸地および周辺海上） 1km（その他の海上） |
| 降雨予測機能       | なし                                                | あり（30分後までは250m、それ以降は1km） |
| 情報配信間隔       | 1〜2分                                              | 5分 |
| スマートフォン対応 | スマートフォン向けサイトあり                        | スマートフォン向けサイトあり |

### 首都圏Xバンド気象レーダネットワーク（X-NET）
XRAINと類似したシステムとしては、防災科研が中心となって首都圏の大学や試験研究機関（防災科研・中央大学・防衛大学校・日本気象協会・山梨大学・電力中央研究所）が所有するXバンド気象レーダをネットワーク化した「X-NET」と呼ばれるシステムも2006年（平成18年）より稼働している。XRAINとの相違点は、XRAINが現業用レーダのネットワークであるのに対し、X-NETは研究用レーダのネットワークであること、X-NETにはMPレーダではなく（Xバンド帯を使用する）ドップラーレーダも含まれていることなどである。